# Haplormosia monophylla
Genre
Espèce
Classification phylogénétique
Synonymes
- Crudia monophylla Harms[2]

Statut de conservation UICN

 VU A1d+2d : Vulnérable
Haplormosia monophylla est une espèce de plantes à fleurs dicotylédones de la famille des Fabaceae, sous-famille des  Faboideae, originaire d'Afrique. C'est l'unique espèce acceptée du genre Haplormosia (genre monotypique).